# Renan Teixeira
Renan Teixeira da Silva, anteriormente conhecido como Renan Silva, atualmente como simplesmente Renan Teixeira (Caieiras, 29 de março de 1985), é um ex-futebolista brasileiro naturalizado italiano que atuava como volante.

## Carreira
O jogador foi revelado pelo São Paulo, onde subiu ao profissional em 2004. Atuou pouco durante dois anos e não teve muitas oportunidades. No Tricolor Paulista, foi campeão da Copa Libertadores e do Mundial em 2005, fez 77 partidas e marcou 1 gol.
Em 2006, o volante foi emprestado para o Juventude, se destacando.
No ano seguinte, foi novamente emprestado, dessa vez ao Cruzeiro, onde entrou para a Seleção do Campeonato Mineiro de 2007. Porém o atleta foi pouco aproveitado pelo então treinador Paulo César Gusmão e sofreu uma grave, deixando a equipe mineira.
No mesmo ano, transferiu-se para o futebol árabe, teve boas atuações e acabou contratado, por empréstimo, pelo Vitória na temporada seguinte, o atleta foi muito bem, chamando a atenção do treinador do Atlético Mineiro, Emerson Leão que pediu sua contratação no início da temporada 2009. Atuando pelo Galo, Renan foi um dos mais regulares jogadores, tornou-se titular e mesmo após a demissão de Leão, o jogador foi mantido no esquema de Celso Roth. O alvinegro mineiro fez um bom Campeonato Brasileiro mas acabou tropeçando no final e perdendo a vaga na Copa Libertadores.
No 2010, Renan não renovou com o Atlético e foi dispensado, retornando ao clube que detém seus direitos, o São Paulo. No mesmo ano, foi emprestado ao Guarani.
Em janeiro de 2011 o volante acertou sua ida para o Vitória de Guimarães, de Portugal.
Em janeiro de 2012, acertou sua volta para o Brasil, desta vez para o Atlético Paranaense. No entanto, rescindiu seu contrato no dia 4 de julho.
No dia 5 de julho de 2012, acertou com o Sport até o final do ano seguinte para substituir o volante Hamílton, afastado do grupo rubro-negro. Pouco mais de um ano depois, no dia 13 de setembro de 2013, foi dispensado pelo clube.
No dia 14 de janeiro de 2013, acertou com o Linense.
Em janeiro de 2015 acertou contrato com São Bento para a disputa do Campeonato Paulista.
Em maio de 2015 acertou contrato com a Portuguesa para a disputa do Campeonato Brasileiro da Série C.
Seu primeiro gol pelo Tupi foi contra o Vasco, fazendo o gol de empate, e a partida ficou 2 a 2 no Mário Helênio. Foi um dos líderes do Carijó na campanha contra o rebaixamento do time para a Série C. Mas o time acabou sendo rebaixado na partida contra o Atlético Goianiense, perdendo de 5 a 3 e vendo o Atlético sagrar-se campeão da Série B antecipadamente.
Em 2017, acertou com Joinville. Ao final do ano, assina contrato até o fim do Campeonato Catarinense de 2018.
No final de 2018, acertou com o Central Sport Club para a temporada 2019.

## Títulos
São Paulo
- Campeonato Paulista: 2005
- Copa Libertadores da América: 2005[2]
- Mundial de Clubes da FIFA: 2005[3]

Vitória
- Campeonato Baiano: 2008